# Barbara Feichtinger-Zimmermann
Barbara Feichtinger-Zimmermann (geborene Feichtinger, * 20. Mai 1963 in Linz) ist eine österreichische Altphilologin.

## Leben
Barbara Feichtinger studierte von 1981 bis zu ihrer Sponsion 1986 Germanistik und Latinistik auf Lehramt. Ihr Probejahr leistete sie von 1986 bis 1987 ab. Anschließend arbeitete sie als Vertragsassistentin am Institut für Klassische Philologie der Universität Salzburg, wo sie am 7. Juli 1988 promoviert wurde. Von 1988 bis 1995 hatte sie eine volle Stelle als Universitätsassistentin in Salzburg inne. Von 1992 bis 1994 hielt sie sich zu Forschungszwecken am Franz Joseph Dölger-Institut zur Erforschung der Spätantike an der Universität Bonn und am Seminar für Klassische Philologie der Universität Heidelberg auf, im Rahmen eines Erwin Schrödinger-Auslandsstipendiums des Fonds zur Förderung der wissenschaftlichen Forschung Österreichs.
Am 30. Januar 1995 habilitierte sie sich mit der Arbeit Ideale – Ängste – Wirklichkeiten, Frau und Askese bei Hieronymus, die im selben Jahr unter dem Titel Apostolae apostolorum: Frauenaskese als Befreiung und Zwang bei Hieronymus erschien. Danach arbeitete sie als Universitätsdozentin und Assistenzprofessorin in Salzburg. Am 23. Dezember 1996 erhielt sie einen Ruf der Universität Konstanz auf eine C4-Professur für Latinistik, dem sie zum 1. April 1997 folgte.
Barbara Feichtinger-Zimmermann ist verheiratet und hat zwei Kinder.